# Atopomyrmex
Atopomyrmex é um gênero de insetos, pertencente a família Formicidae.

## Espécies
- Atopomyrmex calpocalycola
- Atopomyrmex cryptoceroides
- Atopomyrmex macquerysi
- Atopomyrmex mocquerysi